# Claudia Doumit
Claudia Doumit (ur. 31 marca 1987 w Sydney) – australijska aktorka włosko-libańskiego pochodzenia. Wystąpiła m.in. w serialach Poza czasem, The Boys i Skandal.

## Filmografia

### Filmy
| Rok  | Tytuł                     | Rola    | Uwagi |
| ---- | ------------------------- | ------- | ----- |
| 2016 | Losing in Love            | Joey    |       |
| 2017 | Anything                  | April   |       |
| 2018 | Ziomalki                  | Jessica |       |
| 2019 | Gdzie jesteś, Bernadette? | Iris    |       |
| 2019 | UP There                  | Tina    |       |
| 2022 | Dylan & Zoey              | Zoey    |       |

### Telewizja
| Rok       | Tytuł               | Rola            | Uwagi                   |
| --------- | ------------------- | --------------- | ----------------------- |
| 2011      | The Hamster Wheel   |                 | głos, 1 odc.            |
| 2014      | Faking It           | Ivy             | 1 odc.                  |
| 2015      | Jess i chłopaki     | Bar hottie      | 1 odc.                  |
| 2015      | Mike i Molly        | Freedom         | 1 odc.                  |
| 2014–2016 | Skandal             | Aide            | 3 odc.                  |
| 2016      | Nasty Habits        | Jenny           | krótkometrażówka        |
| 2016      | How to Be a Vampire | Party Girl #1   | 6 odc.                  |
| 2017      | Supergirl           | Beth Breen      | 1 odc.                  |
| 2017      | In the Moment       | Nelly           | 1 odc.                  |
| 2014-21   | Nasty Habits        | Jenny           | 3 odc.                  |
| 2016–2018 | Poza czasem         | Jiya            | w gł. obsadzie, 28 odc. |
| od 2020   | The Boys            | Victoria Neuman | w gł. obs. 3 serii      |
| 2023      | Pokolenie V         | Victoria Neuman | 1 odc.                  |

### Gry komputerowe
| Rok       | Tytuł                                              | Rola            | Uwagi                     |
| --------- | -------------------------------------------------- | --------------- | ------------------------- |
| 2015      | Disney Infinity 3.0                                | dodatkowe głosy |                           |
| 2019–2020 | Call of Duty: Modern Warfare Call of Duty: Warzone | Farah Karim     | gł. rola, postać grywalna |
| 2021      | Call of Duty: Mobile                               | Farah Karim     | postać grywalna           |
| 2022      | Call of Duty: Modern Warfare II                    | Farah Karim     |                           |
| 2023      | Call of Duty: Modern Warfare III                   | Farah Karim     |                           |